# NGC 79
NGC 79 es una galaxia elíptica que se estima está a unos 240 millones de años luz de distancia en la constelación de Andrómeda. Su magnitud aparente es de 14.9.